# Grete Kirketerp
Grete Kirketerp (egentlig: Margrete Kirketerp Nielsen, født Bælum) (13. april 1910 på Ciciliedal i Øster Uttrup ved Nørre Tranders øst for Aalborg – 18. juli 1998 i Hobro) var en dansk politiker. Grete Kirketerp var medlem af Venstre, og hun blev Danmarks første kvindelige amtsborgmester.

## Uddannelse
Gik i landsbyskolen til 1922. Derefter elev på cand.mag. Møllers Realskole i Aalborg, hvorfra hun tog realeksamen i 1926. Elev på Sorø Husholdningsskole i 1928. Student fra Hovedstadens studenterkursus i 1930. Læste derefter på Københavns Universitet, hvor hun bestod første del af medicinstudiet i 1935. 

## Familie
Grete Kirketerps forældre Aksel Bælum (1882-1952) og Mary Uhrenholdt (1884-1975) ejede gården Ciciliedal i Øster Uttrup ved Aalborg. 
I 1935 giftede hun sig med dyrlæge, senere gårdejer Olav Kirketerp Nielsen (1902-1979). Familien boede først i Århus, senere i Hobro. I 1952 overtog parret Olavs barndomshjem slægtsgården Kirketerp i Hørby lidt udenfor Hobro. Parret fik fire børn, nemlig tre døtre og én søn.   
Efter Olavs død i 1979 afhændede Grete Kirketerp gården til sit yngste barn Niels Kristian Kirketerp. Sønnen blev senere medlem af både amtsrådet og regionsrådet i Nordjylland. N.K. Kirketerp blev den sidste viceamtsborgmester i Nordjylland og den første næstformand i regionsrådet. 

## Politiker
Grete Kirketerp var medlem af Hobro Byråd fra 1950 til 1952. Fra 1954 til 1970 var hun medlem af Aalborg Amtsråd. Hun var den femte kvinde, der blev valgt ind i et dansk amtsråd.  Hun havde fået sin politiske og kulturelle interesse fra sine forældre, men hun blev også påvirket af svigerfaderen Niels Kristian Nielsen, der var medlem af Aalborg Amtsråd i 25 år. 
I 1966 blev hun ordfører for den borgerlige flertalsgruppe i amtsrådet. Dermed blev hun Aalborg Amtsråds politiske leder, mens amtmanden var amtsrådets administrative leder.  
Grete Kirketerp blev formand for det 21-mandsudvalg, der skulle forberede dannelsen af Nordjyllands Amt. Det blev besluttet, at det nye amt skulle bestå af Hjørring Amt, Aalborg Amt samt Fjerritslev området fra Thisted Amt. 
Lokalt fik Grete Kirketerp amtets grænse skubbet mod syd. Hun fik nemlig overført Hobro Købstad og en række landsogne i den senere Mariagerfjord Kommune fra Randers Amt til Nordjyllands Amt.  Desuden fik hun overført nogle områder i Vesthimmerland fra Viborg Amt til Farsø Kommune og dermed til Nordjyllands Amt.   
Grete Kirketerp blev i 1970 valgt til den første amtsborgmester i Nordjylland. Hun beholdt denne post til 1978. Hun var Danmarks første kvindelige amtsborgmester. I 1970'erne var hun også landets eneste kvindelige amtsborgmester. 
I 1967 blev hun medlem af Venstres kvindeudvalg og af partiets familiepolitiske udvalg. Hun blev medlem af Venstre hovedbestyrelse i 1969. Grete Kirketerp blev senere æresmedlem af Venstre. 

## Andet
Grete Kirketerp blev medlem af Dansk Kvindesamfund i 1939, og hun blev Ridder af Dannebrog i 1972. 